# Illustrator

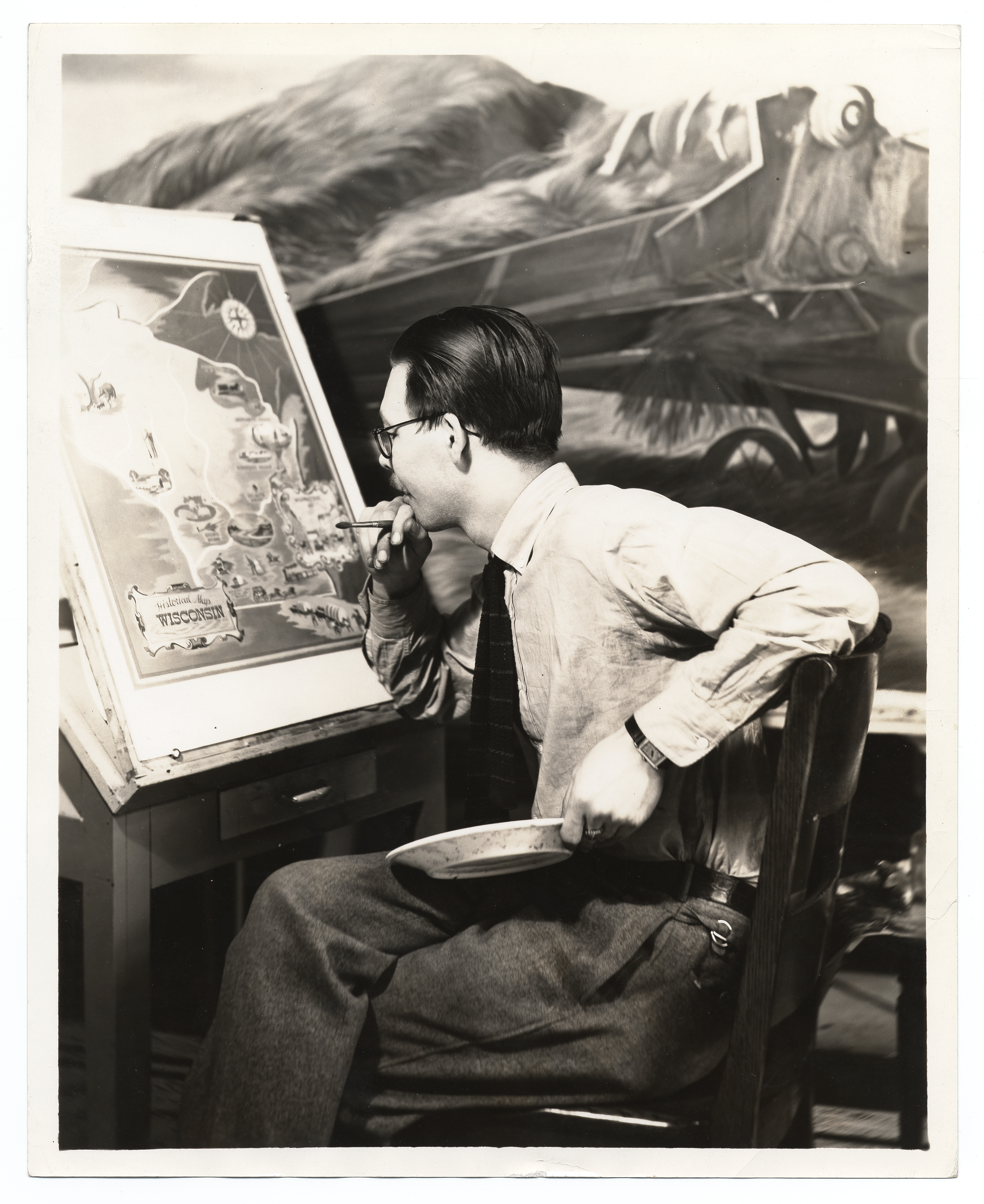
Een illustrator

Een illustrator is iemand die – meestal in opdracht – een afbeelding (illustratie) maakt bij een aangeleverde tekst, bijvoorbeeld voor een boek, een stripboek, een tijdschrift, een krant, een folder, een advertentie of een website. De opdrachtgever voegt een briefing voor de illustrator toe aan de te illustreren tekst. In die briefing zijn onder andere inhoudelijke wensen en technische eisen (bijvoorbeeld illustratieformaat, wel of geen kleurgebruik, drukwijze, basisstramien van het grafisch ontwerp) aangegeven. Tegenwoordig wordt een illustrator ook gevraagd voor het ontwerpen van etalages, decors, (computer)spellen, evenementen en allerlei andere projecten waar visueel ontwerp bij betrokken is.
De illustratie kan dienen als verluchting of als tekstaanvullende, dan wel tekstvervangende verduidelijking. Maar vaker is de bedoeling van de illustratie om de tekst toegankelijker en aantrekkelijker te maken.

## Materiaal

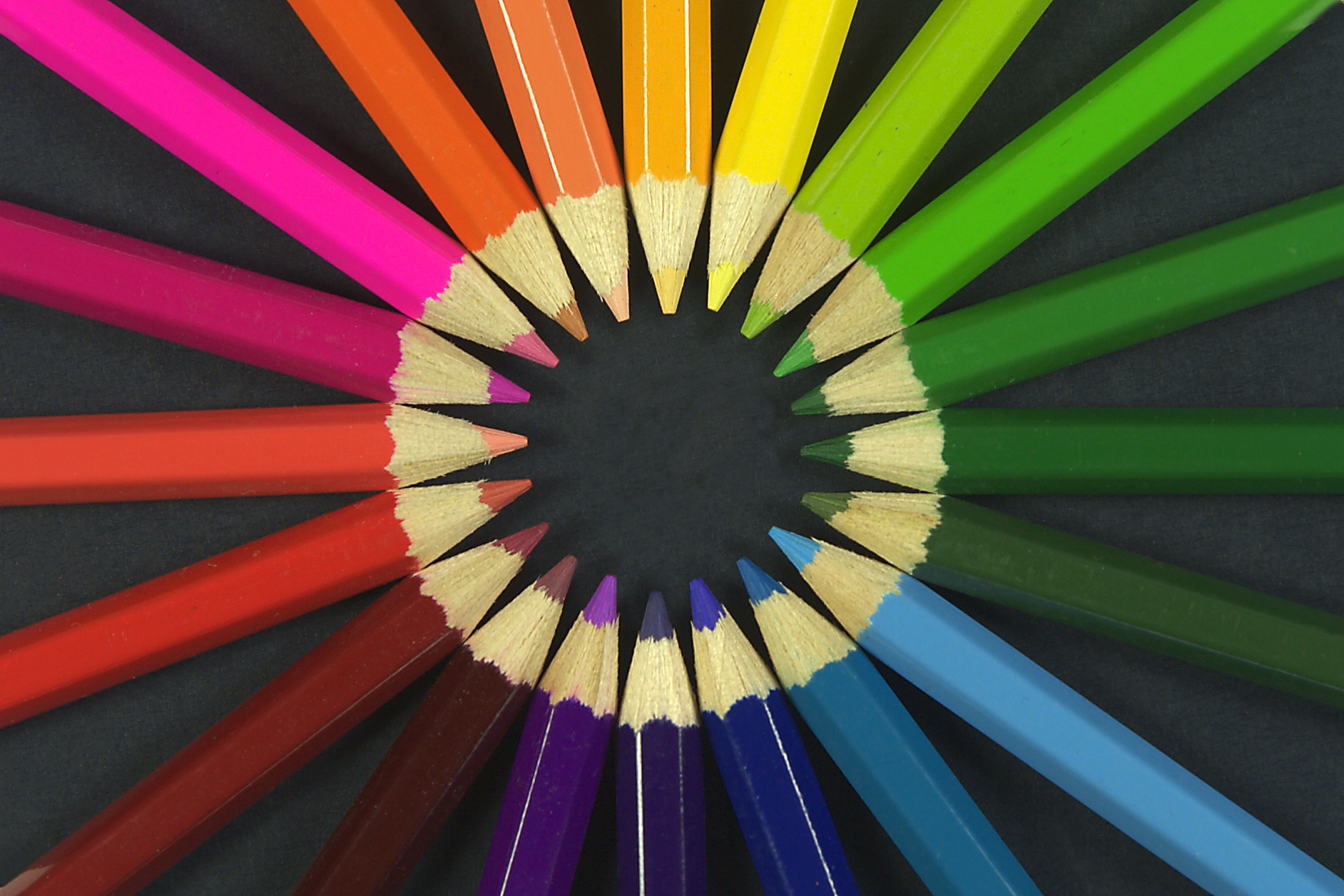
Kleurpotloden

De illustrator kan verschillende materialen gebruiken, al dan niet in combinatie, waaronder verf (zoals aquarel, acryl of olieverf), potlood, inkt, pastelkrijt enz. In toenemende mate maakt de illustrator de illustratie op een computer, waarmee vrijwel elk materiaal, elke manuele techniek en zelfs elke beelddrager is na te bootsen. Bovenal biedt de computer een uitbreiding van de techniek, zoals 3D- en bewegende beelden. Ook is daarmee het vastleggen en hergebruiken van terugkerende elementen als tekenstijlen, kleurstalen, vormen, teksten en lijndiktes vergemakkelijkt.
Een ander voordeel is dat de technische verwerking aanzienlijk sneller kan geschieden.
Veel gebruikte computerprogramma's zijn Adobe Illustrator, Adobe Photoshop, Macromedia Freehand en Corel Painter. Softwareprogramma's voor animatie zijn Flash (meestal voor internet) en AfterEffects (voor televisie en film).
Bij hedendaagse illustratoren lopen behalve de technieken, ook de verschillende uitingen – tekening/fotografie/schilderij/animatie/typografie – door elkaar heen. De term 'beeldenmaker' of 'visueel artiest' wordt daarom ook wel gebruikt. De traditionele illustrator met een manuele, ambachtelijke werkwijze komt onder de jonge generatie steeds minder voor.
Er zijn illustratoren die een hele uiting (bijvoorbeeld een kinderboek) zelf concipiëren, illustreren, en schrijven. Vaak zijn de rollen van tekst en illustratie in die boeken omgedraaid: de tekst begeleidt de illustratie. Er zijn zelfs kinderboeken met illustraties, die geen begeleidende teksten nodig hebben.

## Eisen
Een illustrator streeft in zijn werk naar de volgende kwaliteiten.
- De afbeelding dient aan te sluiten bij de inhoud van de tekst. Het beeld prikkelt de aanschouwer en kan hem/haar daarmee overhalen de tekst te lezen.
- Er moet een goed, nieuw of fris 'idee' in zitten. Een grafische vondst, een beeldende vertaling van de tekst enz. De illustratie moet ook op zichzelf grafisch krachtig, mooi, en onderscheidend zijn.
- De afbeelding moet passen in het grafisch ontwerp van de uiting. De illustratie is in elk geval een deel van een geheel en onderscheidt zich daarmee nadrukkelijk van autonome kunst.
- De illustratie moet technisch verwerkbaar zijn (reproductie, kleurmogelijkheden binnen full color drukwerk, digitalisering, webbased-kleurgebruik, e.d.).

Gespecialiseerde vormen zijn:
- Illustraties voor kinderboeken
- Educatieve illustraties (voor leermiddelen en kennisoverdracht)
- Het stripverhaal
- De striproman, ook wel graphic novel genoemd
- Politieke cartoons
- Technische illustraties (bijvoorbeeld medisch, architectonisch, bouwkundig)
- Visualising (schetsen voor bijvoorbeeld reclame-storyboards)
- Infographics (bijvoorbeeld voor kranten, tijdschriften en leermiddelen)

## Organisatie en prijzen
Er zijn diverse agentschappen die de illustratoren vertegenwoordigen in opdrachten voor reclame- en ontwerp-bureaus en uitgeverijen (zie bijv het internationaal agentschap ArtBox). In Nederland is de belangenbehartiging van illustratoren ondergebracht bij de Beroepsorganisatie Nederlandse Ontwerpers (BNO) te Amsterdam. Illustratieprijzen worden uitgereikt door de Nederlandse Designprijzen, door de Art Directors Club Nederland (ADCN) (reclameprijzen, voor inzendingen), door Het Amsterdams Fonds voor de Kunst (AFK) (de Dirk Wiarda-prijs en de Illustratie aanmoedigingsprijs; beide oeuvreprijzen) en door de Vereniging van Boekhandelaren.

## Beroepsopleiding
De meeste praktiserende illustratoren hebben een grafische (ontwerp) opleiding. Maar ook bijvoorbeeld een architectuurstudie is een voorkomende achtergrond. 
Er zijn gespecialiseerde afdelingen aan diverse kunstacademies (hbo) in Nederland.

## Bekende illustratoren
Bekende illustratoren zijn:
- Marjolein Bastin
- Ferdinand Bauer
- Rhonald Blommestijn
- Jet Boeke
- Dick Bruna
- Raoul Deleo
- Hans van Helden
- Carl Hollander
- Willem G. van de Hulst
- Mance Post
- Marjolein Pottie
- Floor Rieder
- Annet Schaap
- Anky Spoelstra
- Peter van Straaten
- Joost Swarte
- Thé Tjong-Khing
- Gerda Wegener
- Fiep Westendorp
- Sylvia Weve